# Национальная библиотека имени А. С. Пушкина Республики Мордовия
Национа́льная библиоте́ка и́мени А. С. Пу́шкина Респу́блики Мордо́вия находится в городе Саранск, Республика Мордовия. Является главной государственной библиотекой республики, с крупнейшим на её территории собранием печатных изданий.

## История создания библиотеки
14 сентября 1899 года по прошению группы городской интеллигенции городскому голове была открыта Саранская народная бесплатная библиотека-читальня. На момент создания её библиотечный фонд составлял всего 353 книги, пополнялся он в основном за счёт благотворительности. Вначале библиотека размещалась в помещении городского ломбарда, затем для неё была выделена комната в здании городской управы.
В 1919—1920 годах библиотека-читальня была соединена с Публичной библиотекой и получила название «Саранская центральная уездная библиотека». В 1928 году библиотека поменяла название на Центральную окружную, в 1930 году — Областную, а в 1935 году — Республиканскую. В 1939 году для библиотеки было построено отдельное здание (сейчас там находится Республиканская детская библиотека) и с этого же года она носит имя великого русского поэта Александра Сергеевича Пушкина. В 1970 году библиотека вновь переехала в новое здание (на улице Богдана Хмельницкого), где она и располагается по сей день.
В 2009 году к зданию библиотеки со стороны улицы Льва Толстого был пристроен новый 9-этажный корпус, что увеличило библиотечные площади более чем в 3 раза.
11 марта 1991 года Постановлением Совета Министров Мордовии Республиканская библиотека получила статус Национальной. Установлены связи с отечественными и зарубежными (в Венгрии, Финляндии, Эстонии и др.) финно-угорскими библиотеками для создания возможно более полного фонда документов и книг о мордве и других финно-угорских народах.
Библиотека получает обязательный экземпляр всех публикующихся в Мордовии изданий.